# Synagogue de Coni

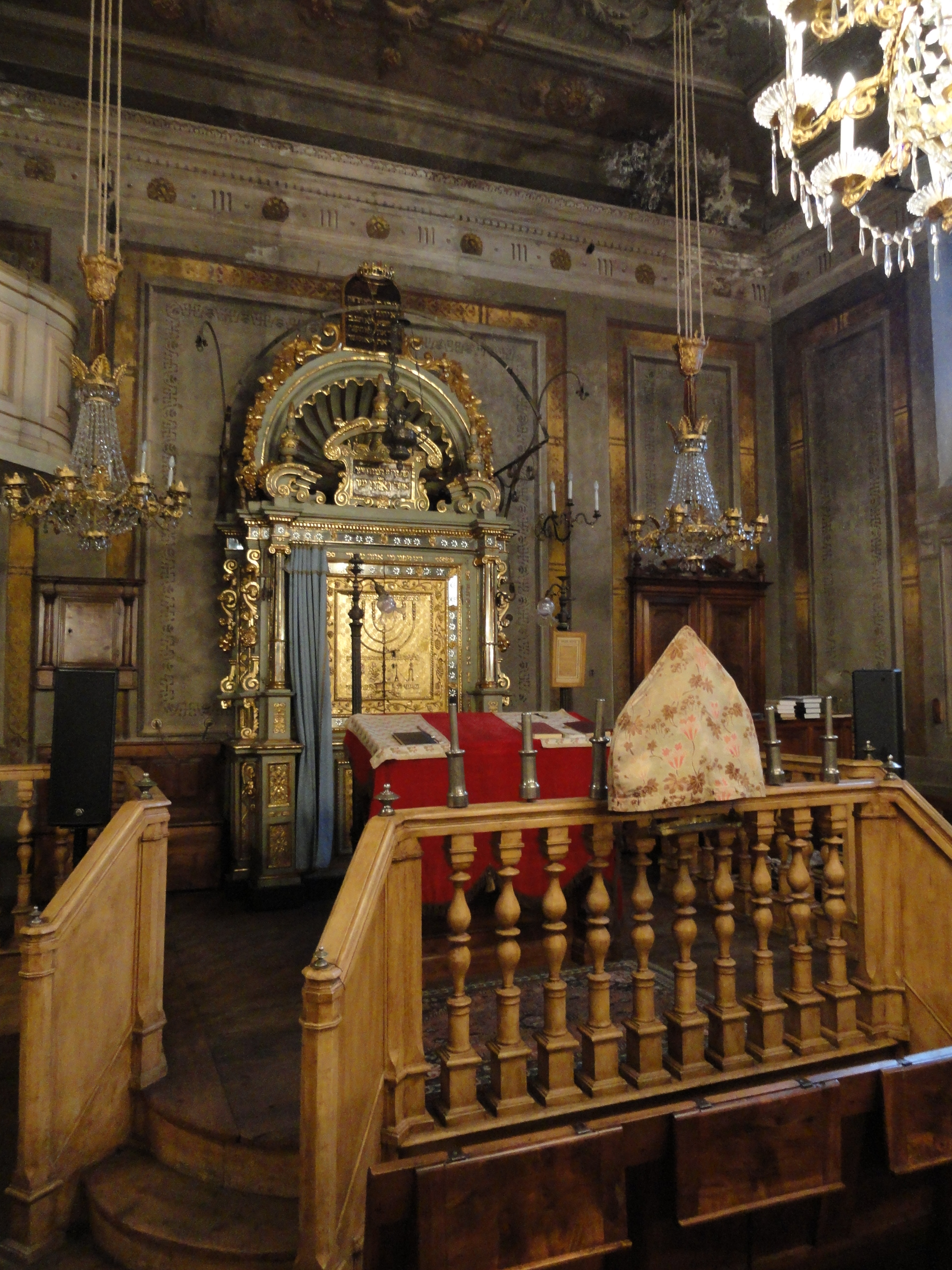
Vue de la Teva et de l'Arche Sainte.

La synagogue de Coni est située dans l'ancien ghetto de cette ville d'Italie, au 18, contrada Mondovi, anciennement contrada degli Ebrei. Elle a été construite au XVIIe  et largement modifiée au  XIXe siècle. Elle n'est actuellement plus utilisée que pour les grandes fêtes et certaines cérémonies familiales.  
La communauté juive de Coni, autrefois une des plus importantes du Piémont, n'est plus représentée que par deux familles, soit une quinzaine de personnes, très attachées à leur synagogue. Coni (en italien: Cuneo) se situe à 90 km au sud de Turin et à 45 km de la frontière française. Elle compte de nos jours environ 55 700 habitants.

## Histoire de la communauté juive

### Les origines de la communauté
La communauté juive est attestée depuis le XVe siècle. Les premiers Juifs qui se sont installés à Coni, alors partie de la maison de Savoie, viennent de Provence. La ville leur accorde en 1406, un permis de séjour et l'autorisation d'y pratiquer le prêt sur gage. 
Au cours des siècles, la communauté s'agrandit avec l'arrivée de nombreuses autres familles en provenance de France et ce mouvement s'accélère à partir de 1570, quand le pape Pie V expulse les Juifs d'Avignon, où était installée une communauté prospère, appelées les Juifs du Pape. Emmanuel-Philibert de Savoie (1528-1580) accueille ces réfugiés juifs dans la région de Coni, peut-être pour combler le vide démographique dû à la persécution des Protestants dans les décennies précédentes. Ceux-ci s'intègrent harmonieusement dans la population locale. Une période de stabilité ininterrompue débute alors dans une vaste région s'étendant de Coni à Montferrato. Les administrations locales profitent du soutien financier des communautés juives petites mais prospères. Les migrations en provenance de la Provence vont continuer pendant plusieurs décennies. 
En 1630, les Juifs de Coni obtiennent l'autorisation de pratiquer l'artisanat et le commerce sans être soumis à des taxes supérieures à celles des non-Juifs. Le marché de la Piazza Galimberti qui, à l'origine, se déroulait toujours le samedi est déplacé au vendredi en signe de remerciements pour l'aide apportée par les Juifs de la ville pendant le siège de 1641.

### Du ghetto jusqu'à l'avènement du fascisme
La situation devient beaucoup plus critique au XVIIIe siècle, en raison de l'attitude intransigeante du duc de Savoie Victor-Amédée II, puis de son fils Charles-Emmanuel III. En 1723, devenu roi après la guerre de Succession d'Espagne, Victor Amédée II dans ses Regie Costituzioni (Constitutions royales) confirme et accentue les règles rigides appliquées à la communauté juive piémontaise. C'est une période de conversions forcées et de mise en place de ghettos dans tout le Piémont, deux siècles après le reste de l'Italie. Des documents d'archive révèlent des projets oppressifs à Coni et dans d'autres villes sous l'autorité savoyarde, y compris l'organisation de manifestations antijuives et de bagarres pendant la période du carnaval.  
À Coni, les restrictions, les emprisonnements et les diverses persécutions sont attestés par les écrits du célèbre rabbin Lelio della Torre (né à Coni le 11 janvier 1805 et décédé à Padoue le 9 juillet 1871) ou par l'historien d'origine juive, Arnaldo Momigliano, (1908-1987), né à Caraglio (en français Carail) à 10 km à l'est de Coni.  
Quand le ghetto  est mis en place via Mondovi en septembre 1724, 134 Juifs vivent à Coni. Le ghetto se limite à la via Mondovi et à la chiusa Pesio. Chaque soir ainsi que les jours de fêtes chrétiennes, le ghetto est fermé par quatre portes dont on voit encore l'emplacement.  À la fin du XVIIIe siècle, les Juifs sont quasiment coupés du reste de la population. Les portes du ghetto sont supprimées pendant la période napoléonienne quand la ville est annexée à l'Empire français, et remises immédiatement en place à la Restauration en 1814, après le congrès de Vienne, avec le retour sur le trône de Victor-Emmanuel Ier. Ces mauvaises conditions vont se poursuivre jusqu'en 1848. 
Le recensement de Napoléon Ier de 1806, indique que 215 Juifs vivent à Coni. Ce nombre va croître jusqu'à 301 en 1835 et 320 en 1873. Dans les décennies suivantes, leur nombre va atteindre 450, avec l'afflux des familles habitant dans les villages voisins.
En 1848, l'émancipation totale civile et religieuse des Juifs est obtenue par le statut albertin, octroyé par le roi Charles-Albert de Savoie. La communauté poursuit son extension, comme l'attestent les travaux réalisés pour agrandir la synagogue.  
Mais dès la fin du XIXe siècle, et plus encore au début du XXe siècle, en raison de l'industrialisation du nord de l'Italie, de nombreux Juifs, et plus particulièrement les jeunes, quittent les petites villes du Piémont pour s'installer dans les villes de Turin et de Milan, où se trouvent les universités et l'industrie. En 1936, il n'y a plus que 46 Juifs à Coni. Le recensement de Mussolini, réalisé en 1938, donne un nombre de 182 Juifs pour Coni, mais en y incluant ceux résidant à Saluces, Mondovì, Fossano, Busca, Moretta et Cherasco.

### Les lois raciales et la Shoah
Entre la fin de l'été et l'automne 1938, plusieurs décrets signés par le chef du gouvernement Benito Mussolini et promulgués par le roi Victor-Emmanuel III, légitiment une vision raciste de la « question juive ». L'ensemble de ces décrets et documents cités constituent l'ensemble des Leggi razziali (lois raciales). Les Juifs sont chassés de nombreuses professions, de l'administration, des banques, des écoles, des universités, de l'armée.  
L'application des lois raciales intervient dès septembre à Coni : Eleonora Diena, professeur de collège, est licenciée et les élèves Riccardo et Miranda Cavaglion, ainsi que Clotilde Segre sont chassés de l'école publique. Deux enseignants donneront en cachette des leçons privées à Ricardo, lui permettant d'obtenir sa maturité. 
Un peu plus tard, Attilio Segre, propriétaire d'un commerce de tissu situé via Roma, l'artère centrale de Coni, doit transférer sa licence commerciale à un non-juif. La vie devient très difficile pour les Juifs privés de travail, mais le pire arrive après la capitulation de l'Italie le 8 septembre 1943, l'instauration de la République sociale italienne (ou République de Salò) et l'occupation du nord de l'Italie par les troupes allemandes.
À huit kilomètres au sud de Coni, les Allemands établissent, le 12 septembre 1943, quelques jours seulement après leur entrée dans la région, le camp de concentration de Borgo San Dalmazzo, où seront emprisonnés 349 Juifs étrangers originaires principalement d'Europe centrale ou d'Europe de l'Est, et arrêtés par les Allemands à partir du 18 septembre. Quelques Juifs italiens sont aussi arrêtés à Coni le 28 septembre, grâce aux listes fournies par les carabiniers italiens, mais sont relâchés quelques jours avant qu'une circulaire de ministre de l'intérieur, Guido Buffarini Guidi, ordonne leur arrestation.  Le 21 novembre 1943, la majorité des prisonniers est transférée au camp de Drancy, près de Paris avant d'être envoyée au camp d'extermination d'Auschwitz. Seuls 10 survivront.
Le camp, fermé temporairement après le départ des étrangers, est rouvert du 4 décembre 1943 au 15 février 1944. Cette réouverture est ordonnée par la police de Coni à la suite d'un décret du 2 décembre 1943. Tous les Juifs, étrangers ou italiens, sont dorénavant pourchassés. La plupart des Juifs de Coni, qui avaient été précédemment arrêtés puis libérés, se cachent dans les montagnes avoisinantes, et seuls sont arrêtés à Coni les malades, les personnes âgées ainsi que certaines personnes isolées n'ayant pas réussi à se dissimuler. Les Juifs de Mondovi, prévenus à temps ont pu se cacher. En revanche, les Juifs de Saluces seront arrêtés et déportés à Auschwitz. 
Le 25 avril 1945, le jour de la libération de Coni, les Allemands, avant de quitter la ville, arrachent les six Juifs étrangers se trouvant à la prison locale et les abattent sous les arches du pont conduisant à la ville. 
Après la Seconde Guerre mondiale, en 1945, la communauté juive de Coni perd son autonomie juridique et est de nos jours intégrée à la communauté juive de Turin. 
L'ancien cimetière juif situé Calà degli Ebrei (actuellement Via della Pieve) a été démantelé pour la construction d'une bretelle routière, et les tombes transférées dans une section du cimetière communal via Bassa San Sebastiano,. Les noms qui apparaissent le plus fréquemment sur les tombes sont ceux des familles Caviglion (probablement originaire de Cavaillon en France), des Lattes (de Lattes près de Montpellier) arrivés dès le XVIe siècle à Coni et des Foa (originaire de Foix).

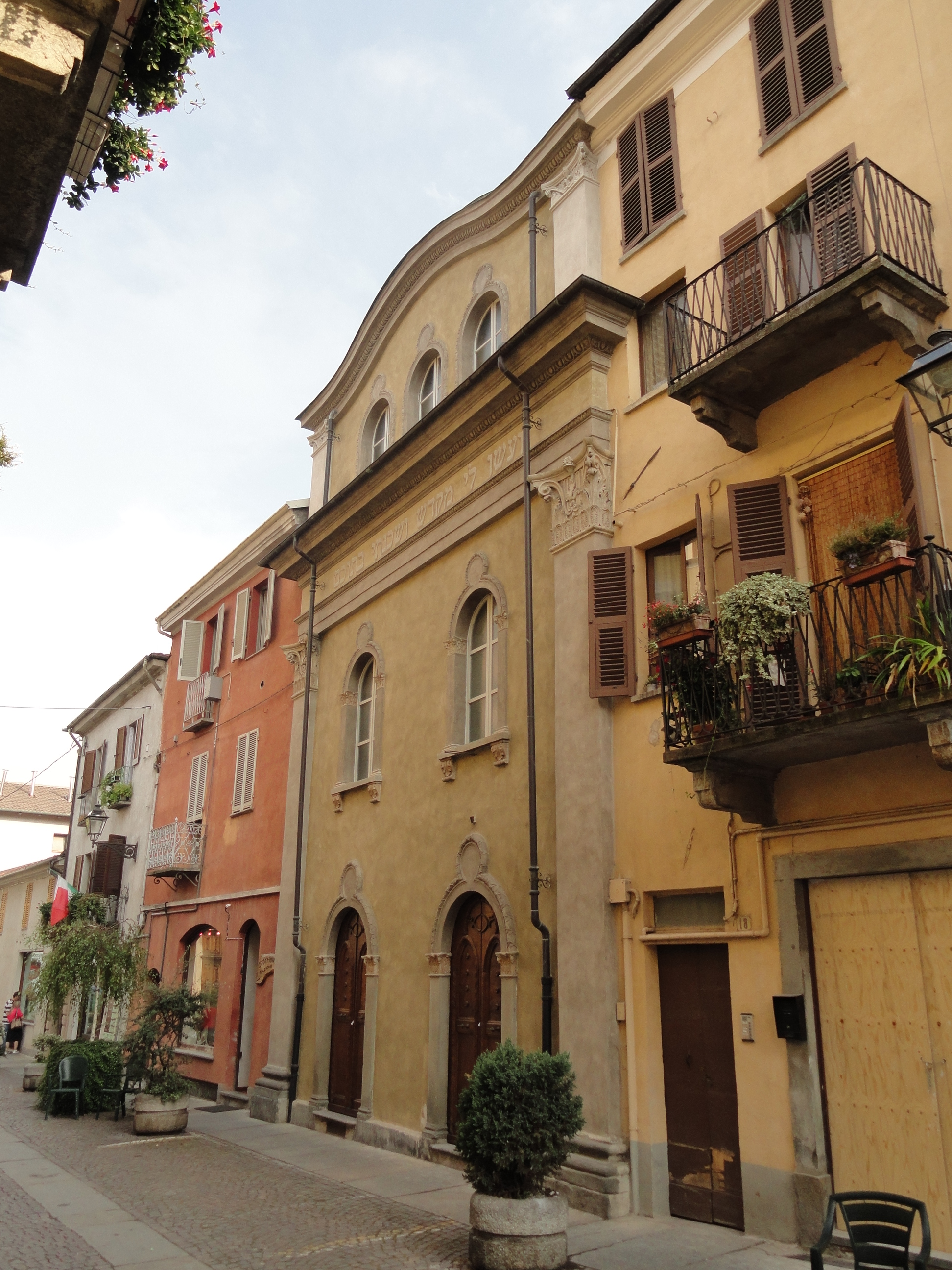
La synagogue au 18, Contrada Mondovi.

## La synagogue
Située au cœur du ghetto, 18, Contrada Mondovì, la synagogue actuelle, inaugurée en 1885, après l'émancipation des Juifs, est le résultat des nombreuses transformations d'une synagogue préexistante. La présence d'un Dukan (pupitre) datant de 1611, laisse supposer que la synagogue existait déjà à cette époque. C'est la plus vieille des seize synagogues encore existantes au Piémont.   
La façade du bâtiment est encadrée par deux pilastres, sur lesquels repose l'entablement qui sépare les deux premiers niveaux du troisième, légèrement en retrait et surmonté d'une corniche incurvée. Sur la frise de l'entablement est inscrit en lettre hébraïque un des versets du livre de l'Exode : « Ils me feront un sanctuaire, et j’habiterai au milieu d’eux ». Au rez-de-chaussée, deux portes en bois à arc plein-cintre, avec chambranle surmonté d'un cartouche circulaire, permettent d'accéder, l'une au bureau de la communauté et l'autre à la synagogue. Au premier étage, au-dessus des portes, deux fenêtres reprennent la même décoration que les portes. Au second étage, au-dessus de l'entablement, se trouvent les trois fenêtres ouvrant sur la galerie des femmes. 

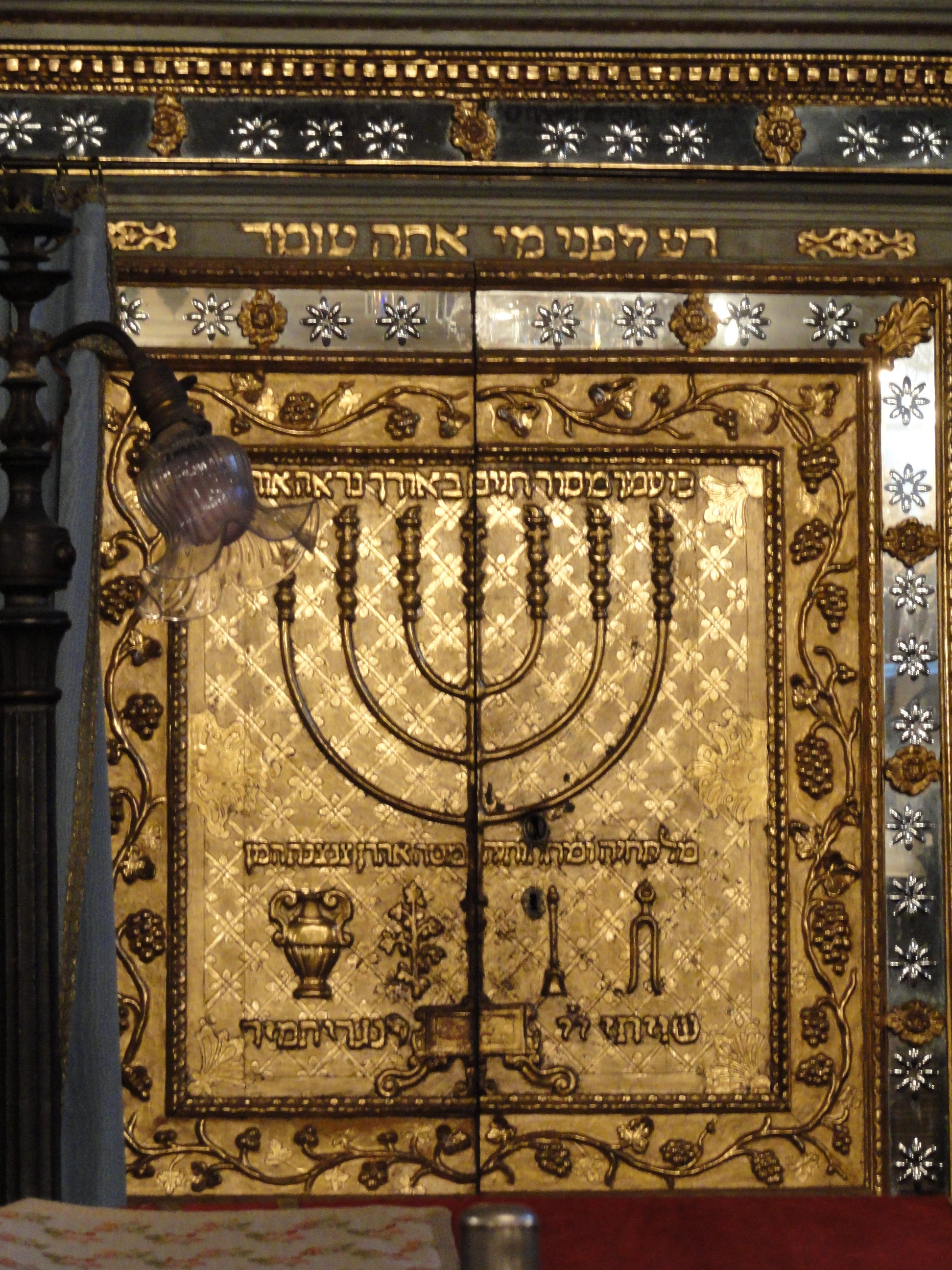
Portes de l'Arche Sainte.

En pénétrant par la porte de droite, on gravit un escalier qui conduit tout d'abord au niveau de la salle de classe, puis au niveau de la salle de prière. On pénètre dans celle-ci par une petite porte à l'arrière. La salle est rectangulaire et possède, sur chaque paroi latérale, deux fenêtres rectangulaires, assurant un éclairage naturel. Les murs gris sont rehaussés par des moulures dorées. Une corniche borde le plafond légèrement voûté, décoré en trompe-l'œil représentant un dôme sans tambour. Le long de la corniche, des cartouches dorés contiennent des inscriptions hébraïques. 
La Teva, à laquelle on accède en montant deux marches, est entourée d'une balustrade en bois. Elle se trouve située juste devant l'Arche Sainte, de style baroque vénitien du XVIIIe siècle, dont les portes en bois peintes à l'or et finement sculptées, représentent en haut une grande Menorah (chandelier à sept branches) et en bas des instruments sacrificiels, la verge d'Aaron, la branche d'olivier et le pot de manne.     
Sur le même mur que l'Arche Sainte, en haut à gauche, a été ajoutée à la période post-émancipation, une chaire, imitant celle des églises chrétiennes, et juste en dessous de cette chaire se trouve encastré un boulet de canon d'origine autrichienne, qui a traversé la synagogue sans exploser, le 8 novembre 1799, lors du siège de la ville, à l'heure de la prière, sans causer la moindre victime parmi les fidèles. Ce miracle a été longtemps célébré, année après année par la communauté juive de Coni sous le nom de Pourim de Coni. 
Des lustres en cristal et bronze doré complètent l'éclairage naturel. 
Les travaux de restauration entrepris ces dernières années ont porté sur la préservation des structures existantes et le rétablissement d'artefacts originaux ; ainsi, la salle de prière a été rétablie entièrement dans sa configuration d'origine. Les travaux de restauration de la salle de prière et de la façade ont été suivis tout d'abord par l'architecte Mariano Noggia, puis par l'architecte Laura Menardi. Les travaux de la façade et de la salle de prière sont maintenant terminés, et se poursuivent dans les salles adjacentes.  
Au premier niveau se trouve une salle de classe, relativement étroite, équipée de bancs, d'un tableau noir et d'un boulier pour apprendre le calcul. On trouve aussi une petite bibliothèque contenant des textes anciens en hébreu.

## Galerie

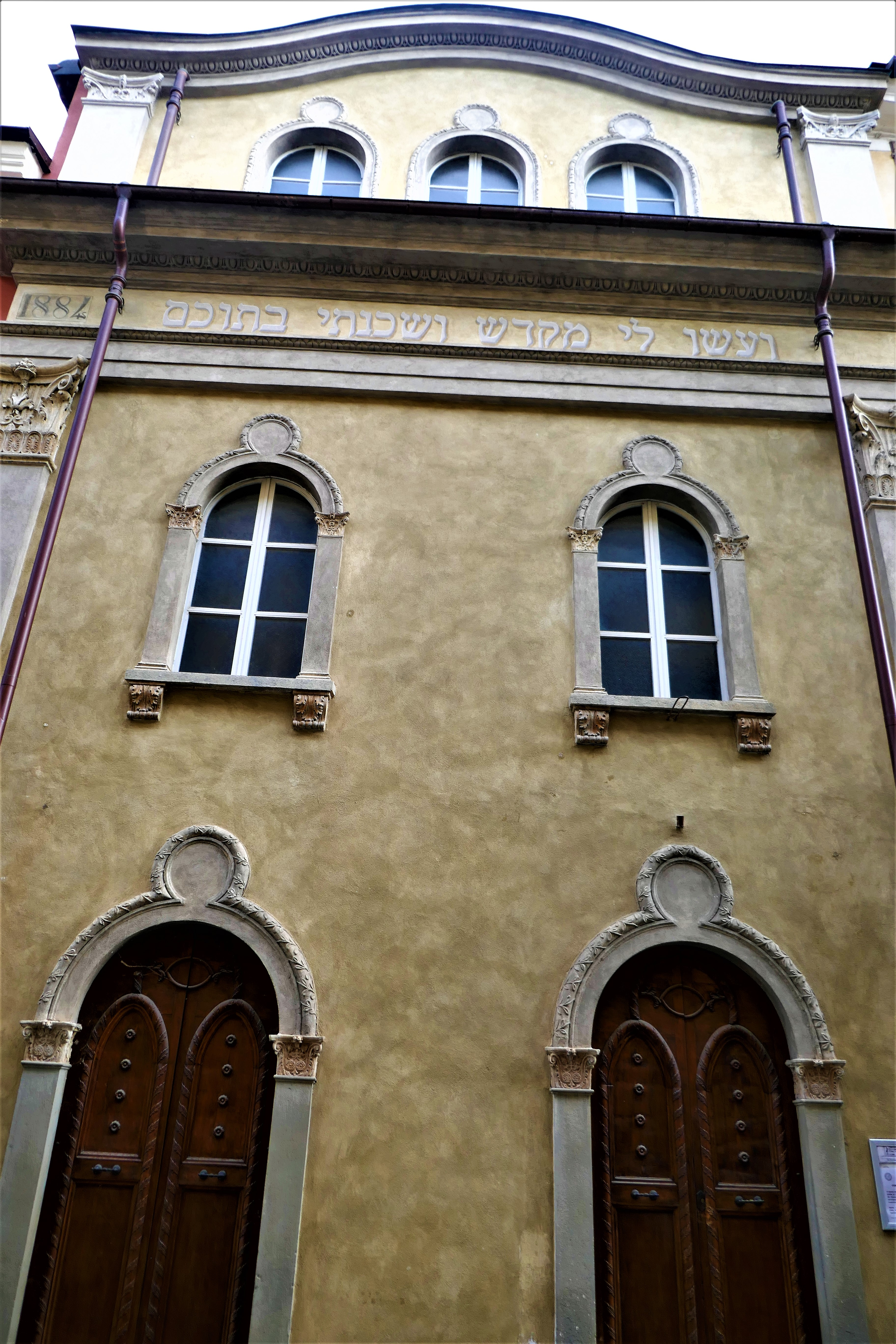
Façade de la synagogue de Coni avec la date de construction (1884)
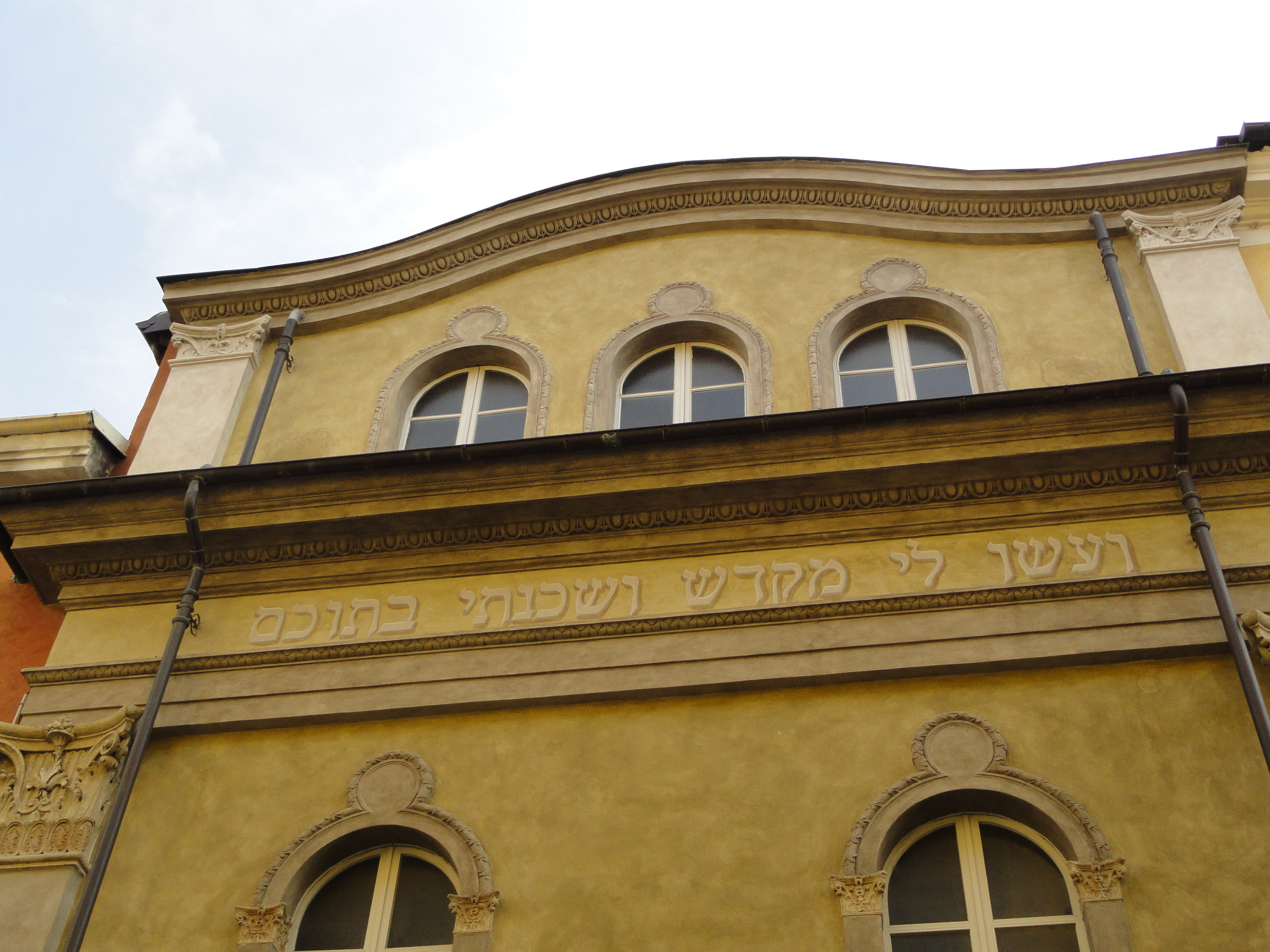
Inscription en hébreu sur la façade.
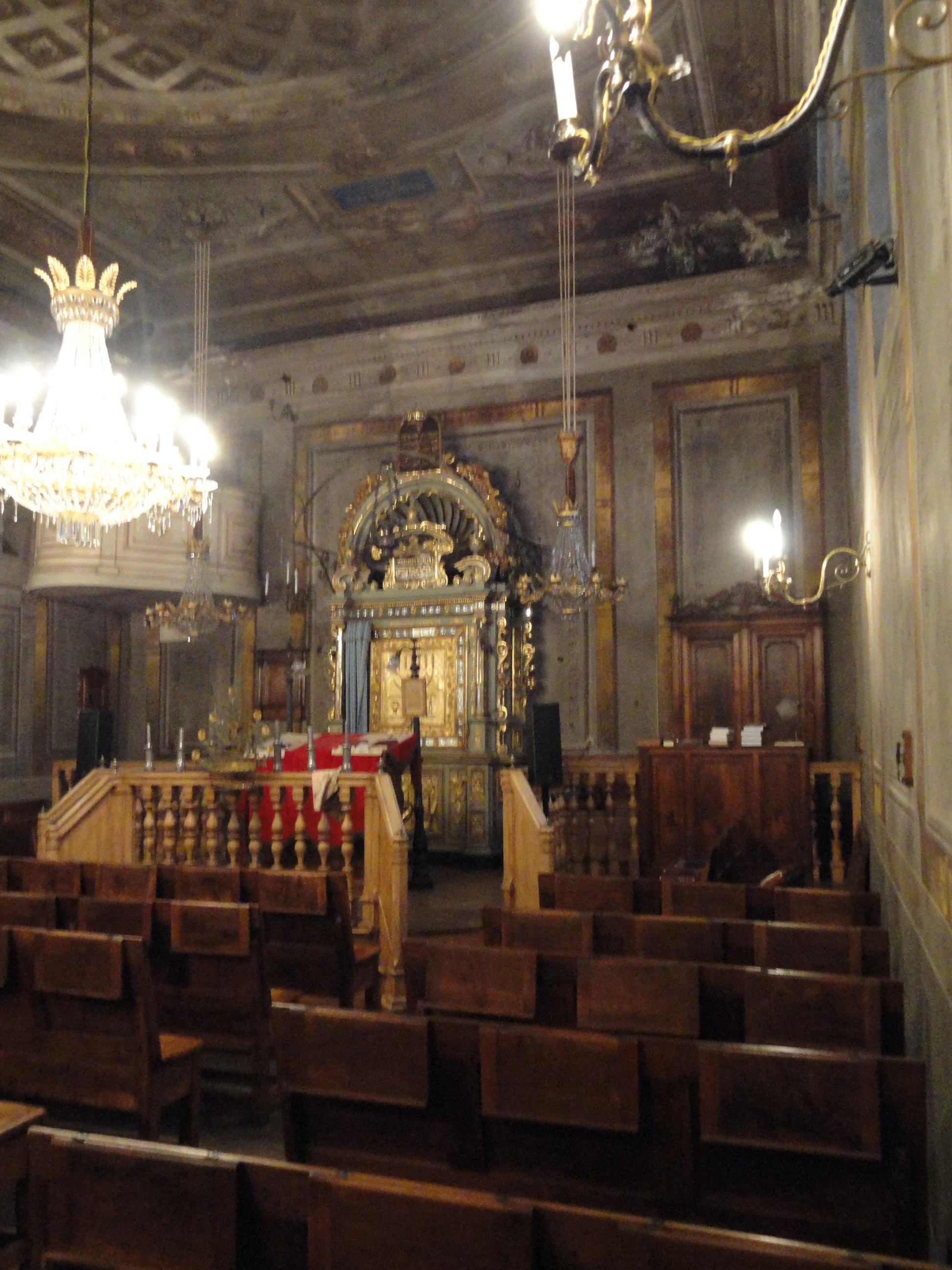
Vue générale avec la Teva et l'Arche Sainte.
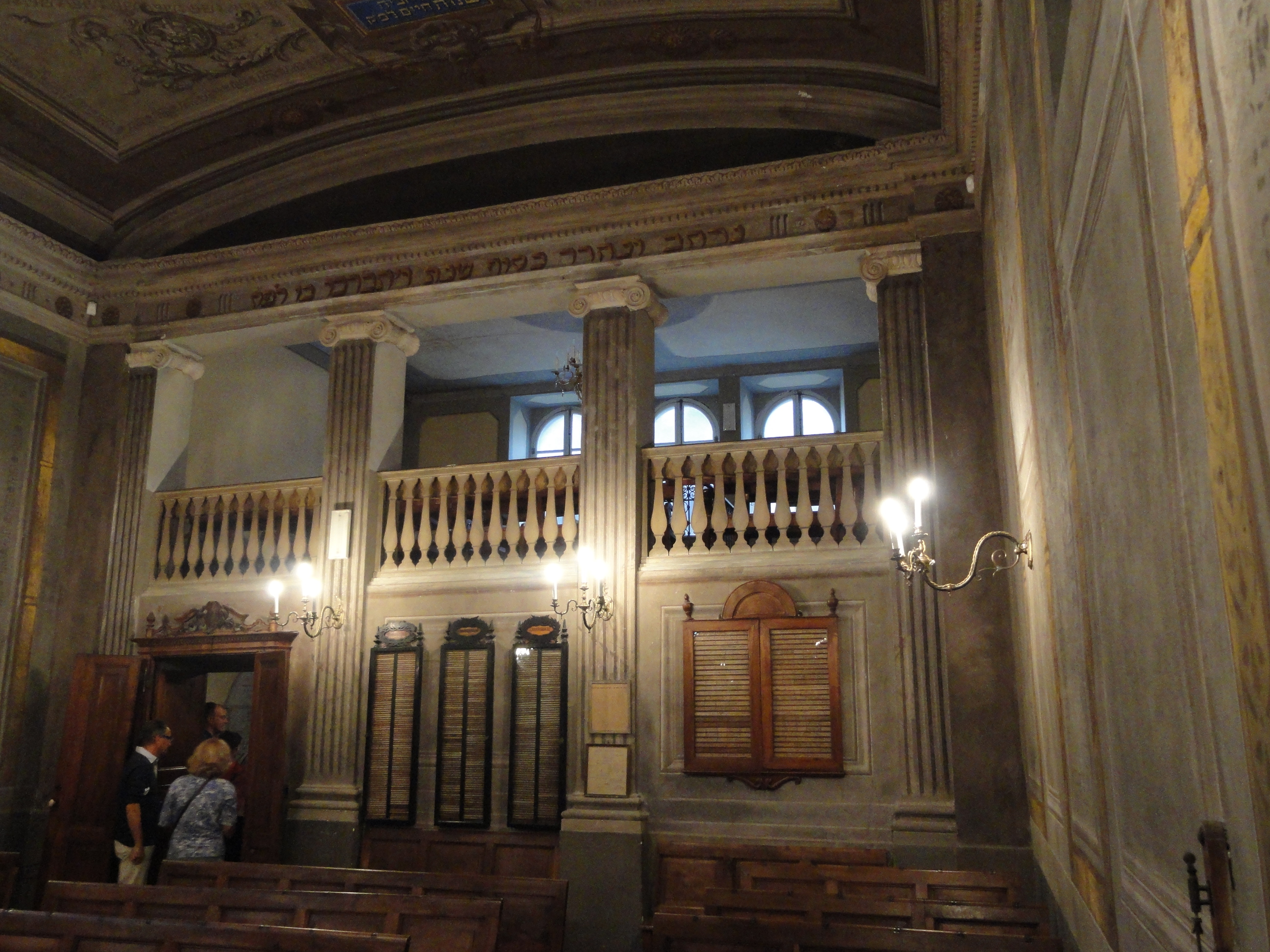
Vue générale de l'arrière avec la porte d'entrée et la galerie des femmes.
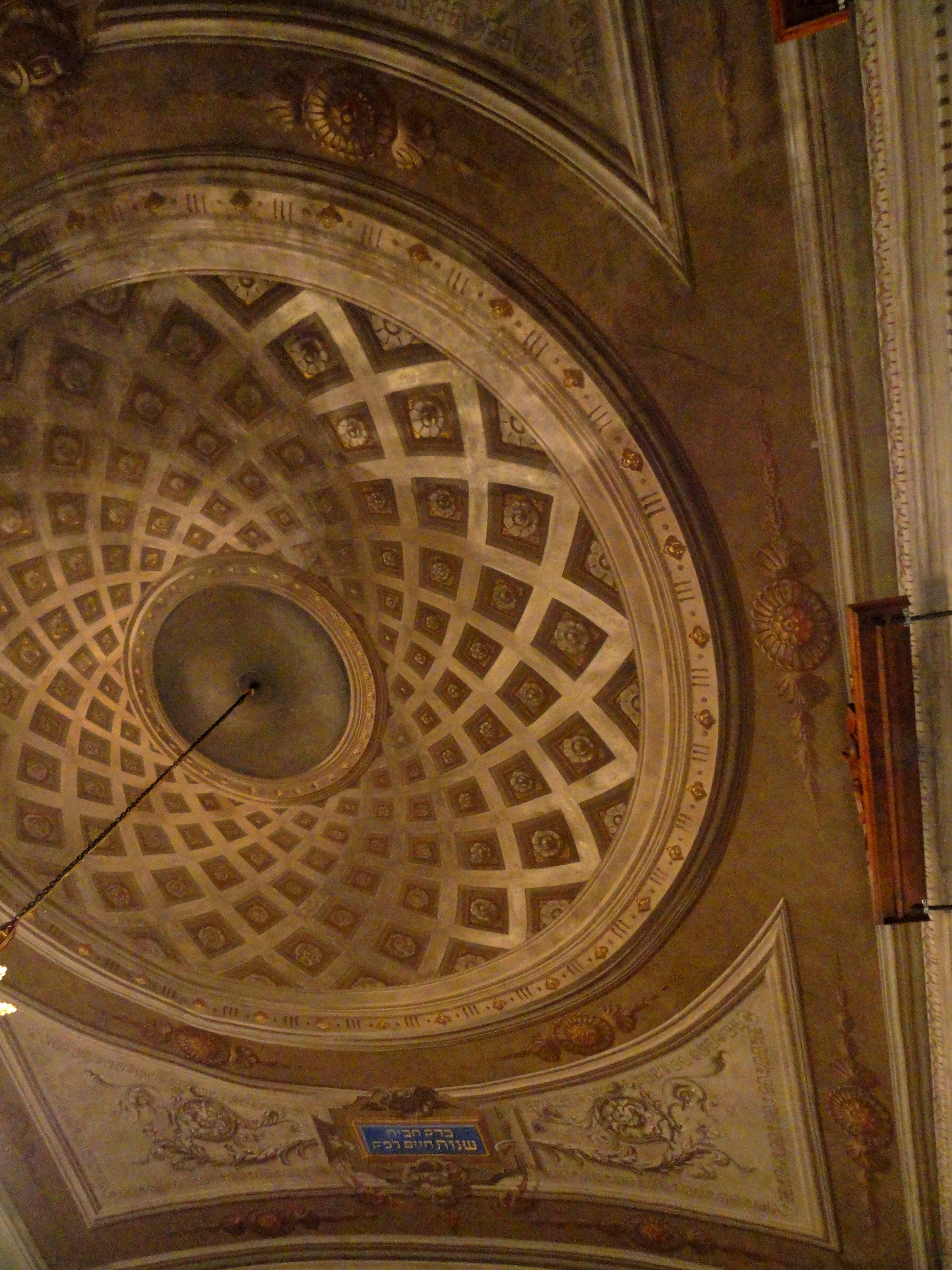
Le plafond peint en trompe-l'œil.
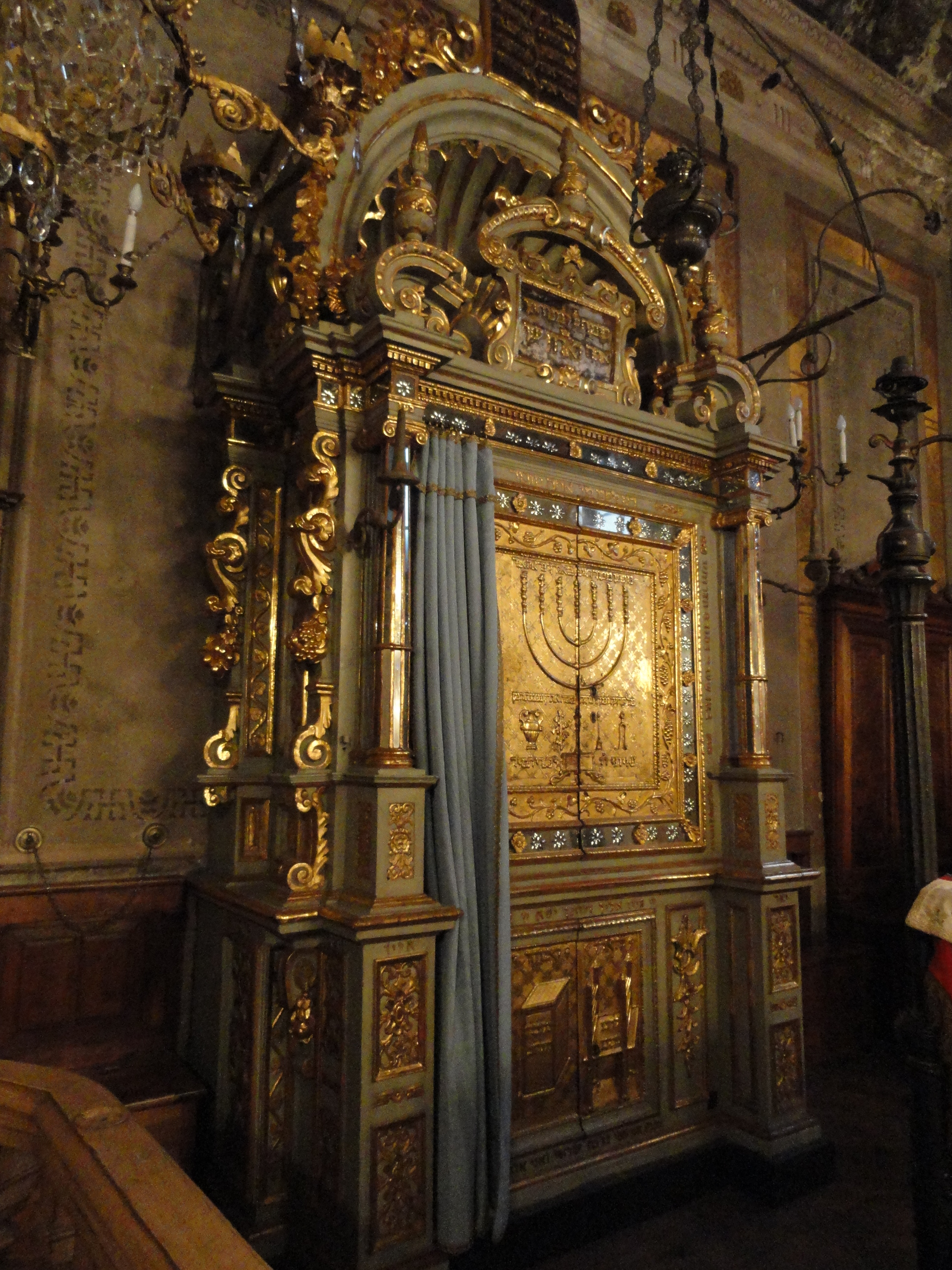
Vue générale de l'Arche Sainte.
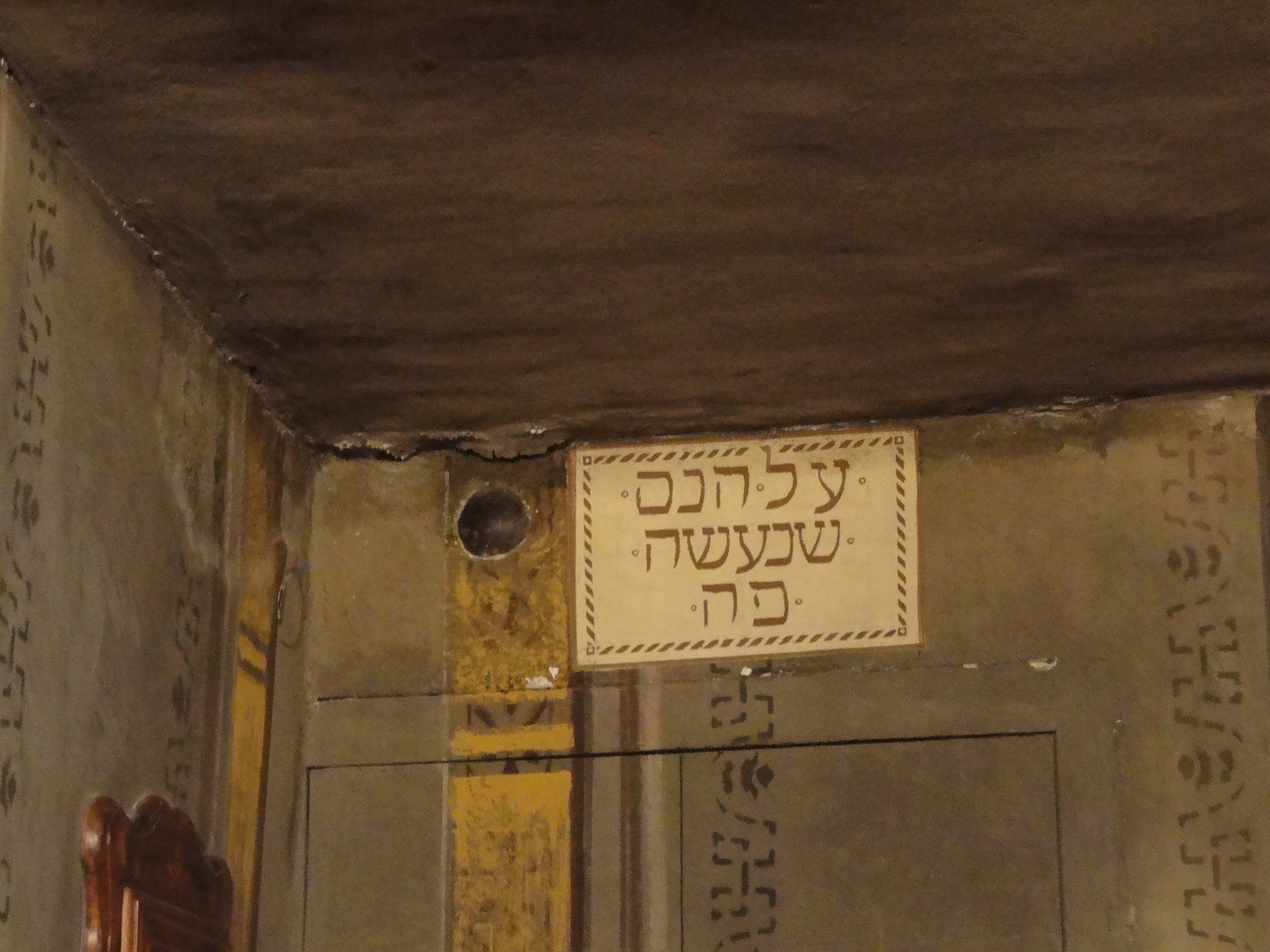
Le boulet de canon autrichien encastré dans le mur.
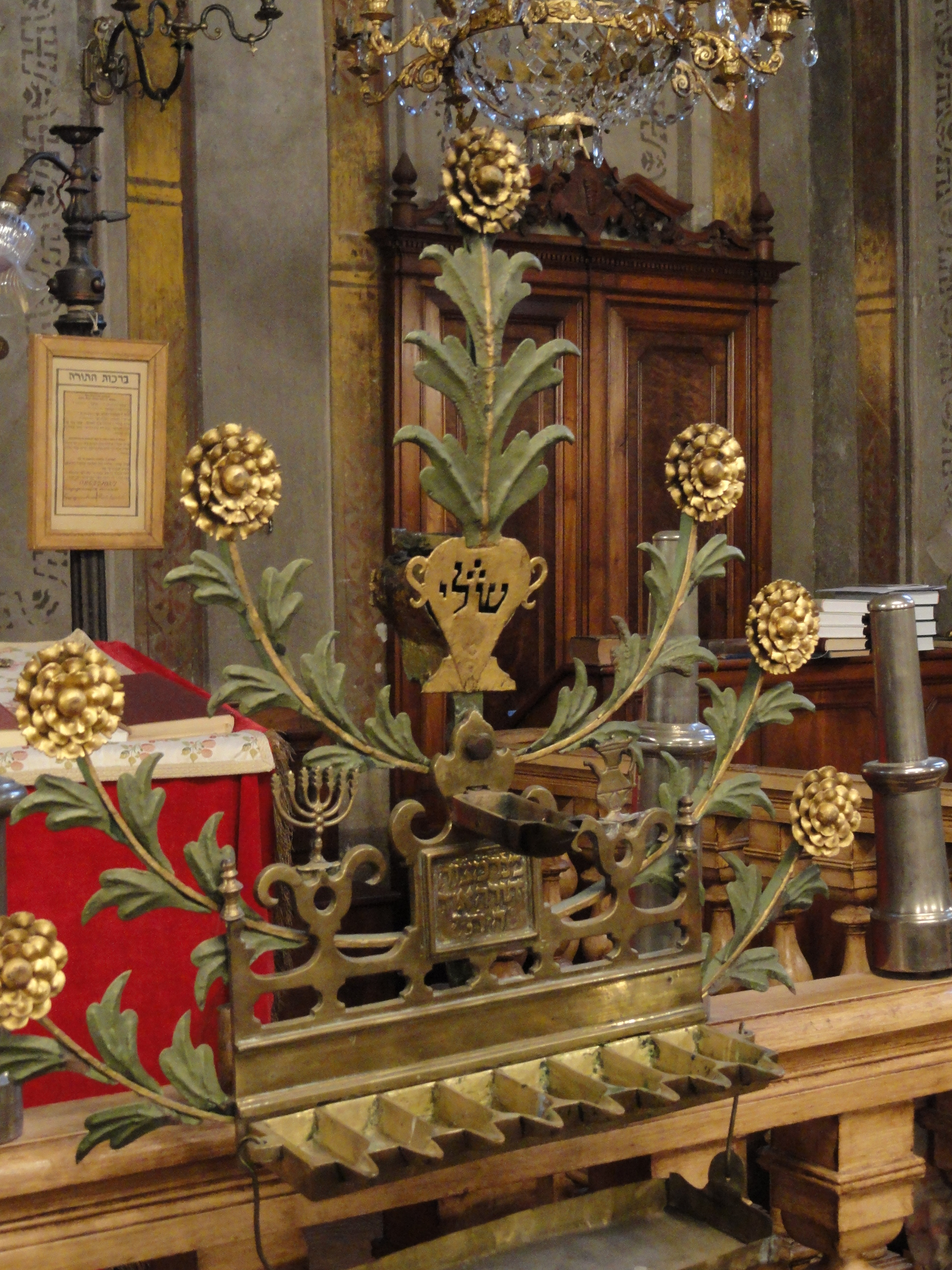
Une Hanoukkia en fer forgé.
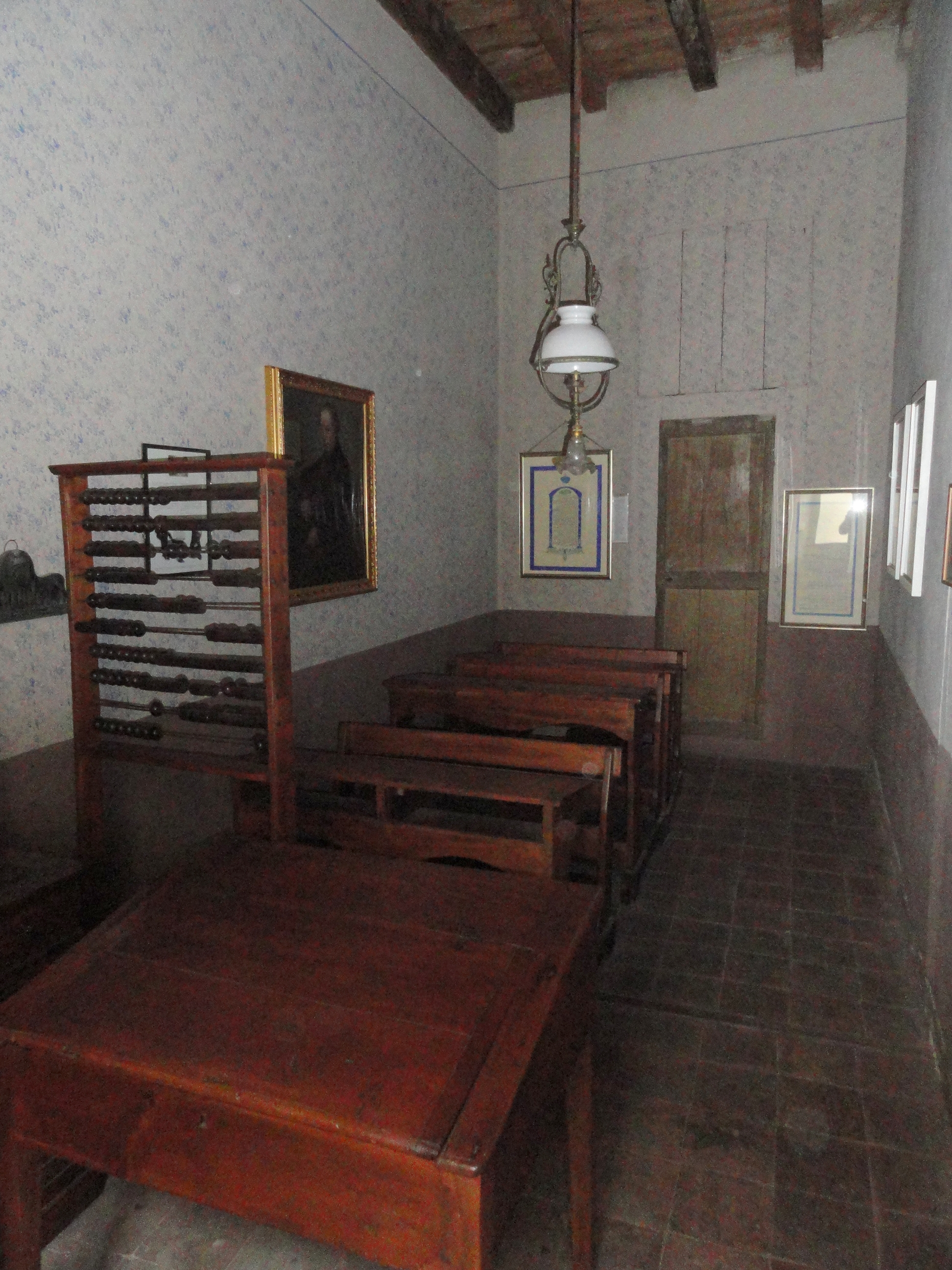
La salle de classe.
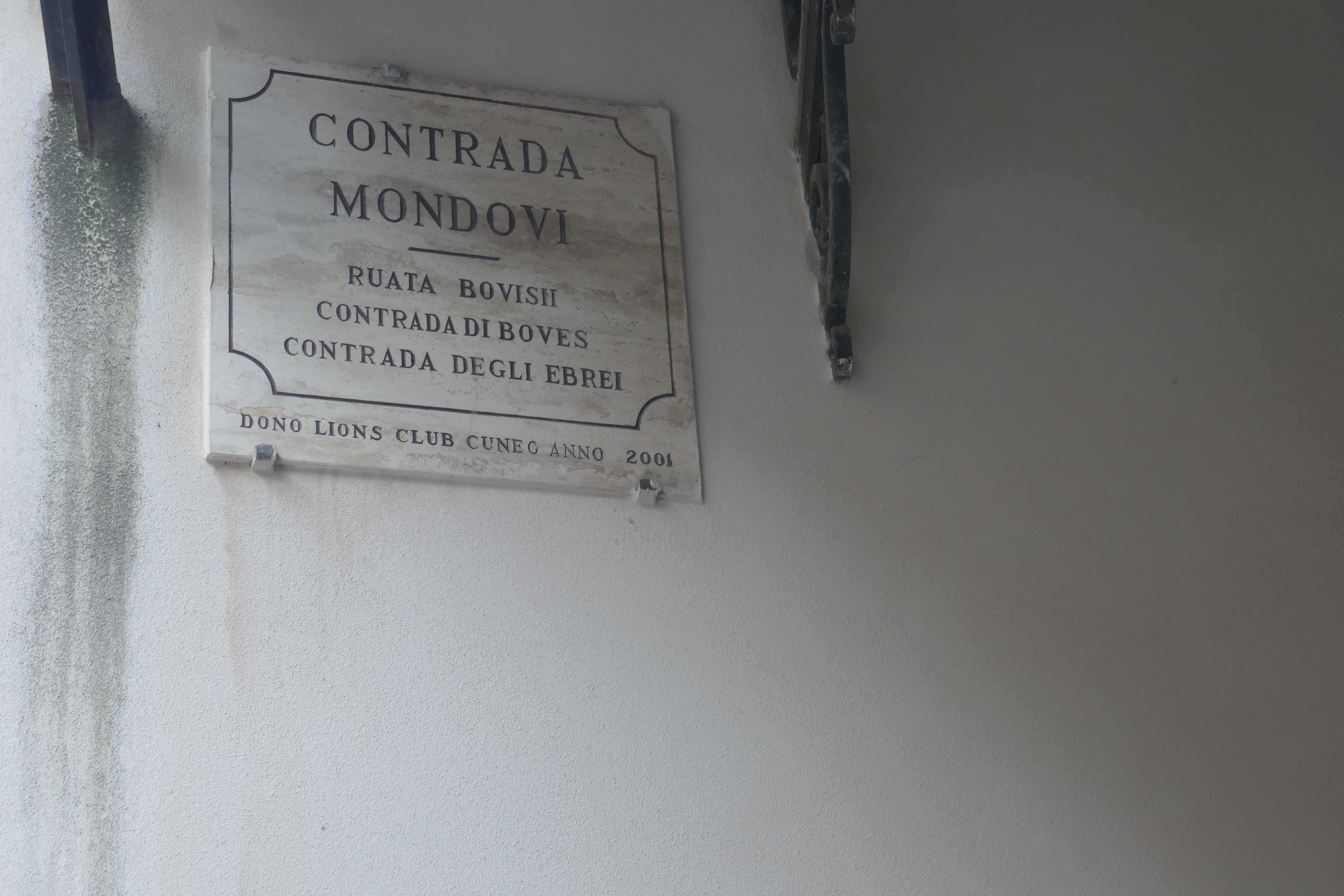
Plaque de la Contrada Mondovi indiquant comme ancien nom Contrada degli Ebrei